# Гэррелс, Джон
Джон Карлейль Гэррелс (англ. John Carlyle Garrels; 18 ноября 1885, Бей-Сити, Мичиган — 21 октября 1956, Гроссе Ли Тауншип, Мичиган) — американский легкоатлет, серебряный и бронзовый призёр летних Олимпийских игр 1908.
На Играх 1908 в Лондоне Гэррелс в четырёх дисциплинах. В беге на 110 метров с барьерами он занял второе место, в толкании ядра третью позицию, а в метании диска обычным и греческим стилями его точное место неизвестно.